# 9274 Amylovell
9274 Amylovell è un asteroide della fascia principale. Scoperto nel 1980, presenta un'orbita caratterizzata da un semiasse maggiore pari a 2,6288884 UA e da un'eccentricità di 0,1595312, inclinata di 6,81327° rispetto all'eclittica.